# Cotton (серия игр)
Cotton — серия видеоигр в жанре shoot 'em up, разработанная компанией Success. Первая игра серии вышла в 1991 году в виде аркадного игрового автомата. Впоследствии было выпущено несколько ремейков и продолжений игры для игровых автоматов и разных игровых консолей. Первая игра серии стала одной из игр (вместе с Fantasy Zone, Parodius и Twin Bee), определивших стиль cute 'em up в скролл-шутерах, использующий забавные сюжеты, "милых" персонажей и яркие краски вместо тематики космических войн и боевой техники.

## Сюжет
Игрок управляет молодой ведьмой по имени Cotton, летящей на метле и сражающейся с различными врагами. Большинство игр серии представляют собой горизонтальный вариант скролл-шутера, более поздние игры являются рельсовыми шутерами с видом сзади. Cotton всегда имеет детскую внешность и манеру поведения, показываемые в заставках между уровнями.
Каждая игра серии имеет свой сюжет, свободно связанный с остальными играми серии. Все сюжеты развиваются вокруг пристрастия Cotton к магической сладости, называющейся «willow». Обычно сюжет заключается в путешествии Cotton по разным местам и выполнении разных миссий в надежде, что она получит willow в награду. Почти все игры серии заканчиваются тем, что Cotton так и не получает награду.

## Персонажи
Некоторые персонажи постоянно появляются в играх серии.
- Cotton — главная героиня всех игр серии. Выглядит как ведьма-подросток с красными волосами. Единственной её мотивацией к любым действиями является желание получить willow.
- Silk — маленькая фея, присутствующая во всех играх серии, помогающая Cotton. В игровом процессе выполняет роль "спутника", увеличивая огневую мощь. В заставке игры Panorama Cotton показано, что у неё есть младшая сестра Knit.
- Queen Velvet — королева Filament, королевства фей, и единственный его житель, имеющий размер человека. Присутствует во многих играх серии. Она заботится о благосостоянии мира и безопасности поддерживающих его willow.
- Wool — главная антигероиня игр серии, также ищущая willow для своих тёмных целей.
- Appli — принцесса Тыквенного королевства, соперница Cotton в играх Cotton 2 и Cotton Boomerang. По сюжету Cotton 2 Appli ищет Water Willow, который она украла из собственного замка, но потеряла в лесу.
- Needle — помощник Appli, живая шляпа.

## Игры серии
- Cotton: Fantastic Night Dreams — первая игра серии, разработанная для аркадной платформы Sega System 16B и выпущенная в 1991 году. В 1993 году была портирована на игровую консоль PC Engine/TurboGrafx-16 (в формате Super CD-ROM) и компьютер Sharp X68000. Версия Super CD-ROM включает новые аранжировки музыки в формате Audio CD, а также голосовые вставки в японской версии игры. Версия для X68000 не имеет новых аранжировок музыки, но в целом ближе к оригинальной версии игры. В 1999 году была выпущена игра Cotton Original для Sony PlayStation, объединяющая лучшее из всех предыдущих версий. В 2000 году также вышла версия игры для Neo Geo Pocket Color, упрощённая соответственно возможностям этой консоли. Версии для Turbografx-16 и Neo Geo Pocket Color — единственные игры серии, вышедшие в США.
- Marchen Adventure Cotton 100% — ремейк оригинальной игры для Super Famicom, вышедший в начале 1994 года. Имеет изменения в графике и дизайне оригинальных уровней, а также новые уровни. В комплект с игрой входил мини-CD, содержащий игровую музыку и диалоги. Эта версия игры была портирована на PlayStation в 2003 году под названием Cotton 100%.
- Panorama Cotton — эксклюзивная игра серии для Sega Mega Drive, вышедшая в конце 1994 года. Является одной из наиболее редких игр серии и игр для Mega Drive. Это первая игра серии, в которой вместо горизонтальной прокрутки используется псевдотрёхмерная графика с видом сзади (аналогично классическому аркадному хиту Space Harrier от Sega).
- Cotton 2: Magical Night Dreams — первое полноценное продолжение оригинальной игры, разработанное для аркадной платформы ST-V и выпущенное в 1997 году. В этой игре впервые появились персонажи Appli и Needle. Игра снова использовала горизонтальную прокрутку экрана, но также получила нововведения в виде элементов платформера и физического движка. Через несколько месяцев был выпущен очень точный порт для игровой консоли Sega Saturn, устройство которой было аналогично ST-V. В комплект версии для Saturn также входил мини-календарь на 1997 год.
- Cotton Boomerang — ремейк Cotton 2 для ST-V, выпущенный в 1998 году и также портированный на Sega Saturn. Аналогично Marchen Adventure Cotton 100%, игра использует части предыдущей игры и добавляет несколько новых идей. В этой игре Silk и Needle доступны игроку как отдельные персонажи.
- Rainbow Cotton — первая игра серии с полноценной трёхмерной графикой, вышедшая в 2000 году. Представляет собой рельсовый шутер с видом сзади.

### Другие игры
- Magical Pachinko Cotton — игра патинко для PlayStation 2, использующая персонажей серии.
- Rondo of Swords — тактическая ролевая игра, разработанная Success, в которой также присутствует ведьма, одержимая willow.

## Чайные кружки
В комплект с игрой Panorama Cotton входила регистрационная карточка. При заполнении и отправке её до некоторого срока владелец игры мог получить одну из нескольких сотен чайных кружек. В настоящее время они являются одним из наиболее редких коллекционных предметов, связанных с играми серии. Кружка не имеет ручки, белого цвета, с надписью "Panorama Cotton".
Аналогичная кружка была выпущена с игрой Cotton Original. Она белая, с изображением Cotton и Silk и надписью "Fantastic Night Dreams Cotton Original". Происхождение и количество этих кружек остаётся неизвестным. Также среди коллекционеров существует слух о кружке Cotton 2.

## Похожие игры
- Magical Chase — игра для PC Engine, разработанная Palcom и выпущенная Quest в 1991 году. Графика и игровой процесс аналогичны Cotton.
- Master Burner — любительская игра для Microsoft Windows в жанре рельсового шутера, вышедшая в 2005 году. Совмещает идеи и стиль игр Panorama Cotton и After Burner.[1] Героиней игры является молодая светловолосая ведьма Мариса Кирисамэ из скролл-шутеров Touhou, летящая на метле.